# Zizaniinae
Zizaniinae je podtribus iz porodice trava. Sastoji se od pet rodova, od kojih je tipični  Zizania sa 4 vrste
Najpoznatija vrsta je sjevernoamerička divlja vodena riža Zizania aquatica.

## Rodovi
1. Chikusichloa Koidz. (3 spp.)
2. Hygroryza Nees (1 sp.)
3. Zizania L. (4 spp.)
4. Luziola Juss. (11 spp.)
5. Zizaniopsis Döll & Asch. (6 spp.)